# RS-72
RS-72はダイムラー・ベンツ・エアロスペース（現エアバス・ディフェンス・アンド・スペース）とボーイング・ロケットダインが共同開発したロケットエンジン。本項ではほぼ同一であるエスタスII（ラテン語: Aestus II）も扱う。

## 概要
ダイムラー・ベンツ・エアロスペースが開発したエスタスの燃焼器とボーイング・ロケットダインが開発したXLR-132の推進剤供給系を組み合わせて開発されたガス発生器サイクルの2液式ロケットエンジンである。燃料としてモノメチルヒドラジン(MMH)、酸化剤として四酸化二窒素(NTO)を採用した。ガス発生器サイクルとなったことで燃焼圧が上がり、ノズルも拡大したことで、推力、比推力ともに向上している。
2000年7月20日から翌年5月3日にかけて、アメリカ航空宇宙局(NASA)のホワイトサンズ試験施設において14回の燃焼試験を行った。
アリアン5能力向上型開発を目指したPerfo-2000計画の第2段エンジンとして開発されていたが、実機に適用されることはなかった。

## 主要諸元
| 型式名       | 型式名       | エスタスII         | RS-72              |
| ------------ | ------------ | ------------------ | ------------------ |
| 全長         | [mm]         | 2,210              | 2,286 - 2,769      |
| 質量         | [kg]         | 148                | 143 - 154          |
| 燃焼サイクル | 燃焼サイクル | ガス発生器サイクル | ガス発生器サイクル |
| 推進剤       | 推進剤       | NTO/MMH            | NTO/MMH            |
| 推力         | [kN]         | 46                 | 54                 |
| 比推力       | [s]          | 337.5              | 338.5 - 340        |
| 混合比       |              | 2.05               | 2.05               |
| ノズル膨張比 |              | 280                | 318                |